# Crescentia alata
El coatecomate (Crescentia alata Kunth), es árbol pequeño de la familia de las bignoniáceas. La especie es conocida con el nombre de huaje cirial en Centroamérica, como morro y en algunas áreas es conocido como jícaro o tecomate. 
Es la especie del género más conocida después de Crescentia cujete, como todo el género y junto con el género muy emparentado Amphitecna son llamados "árboles de calabazas".  

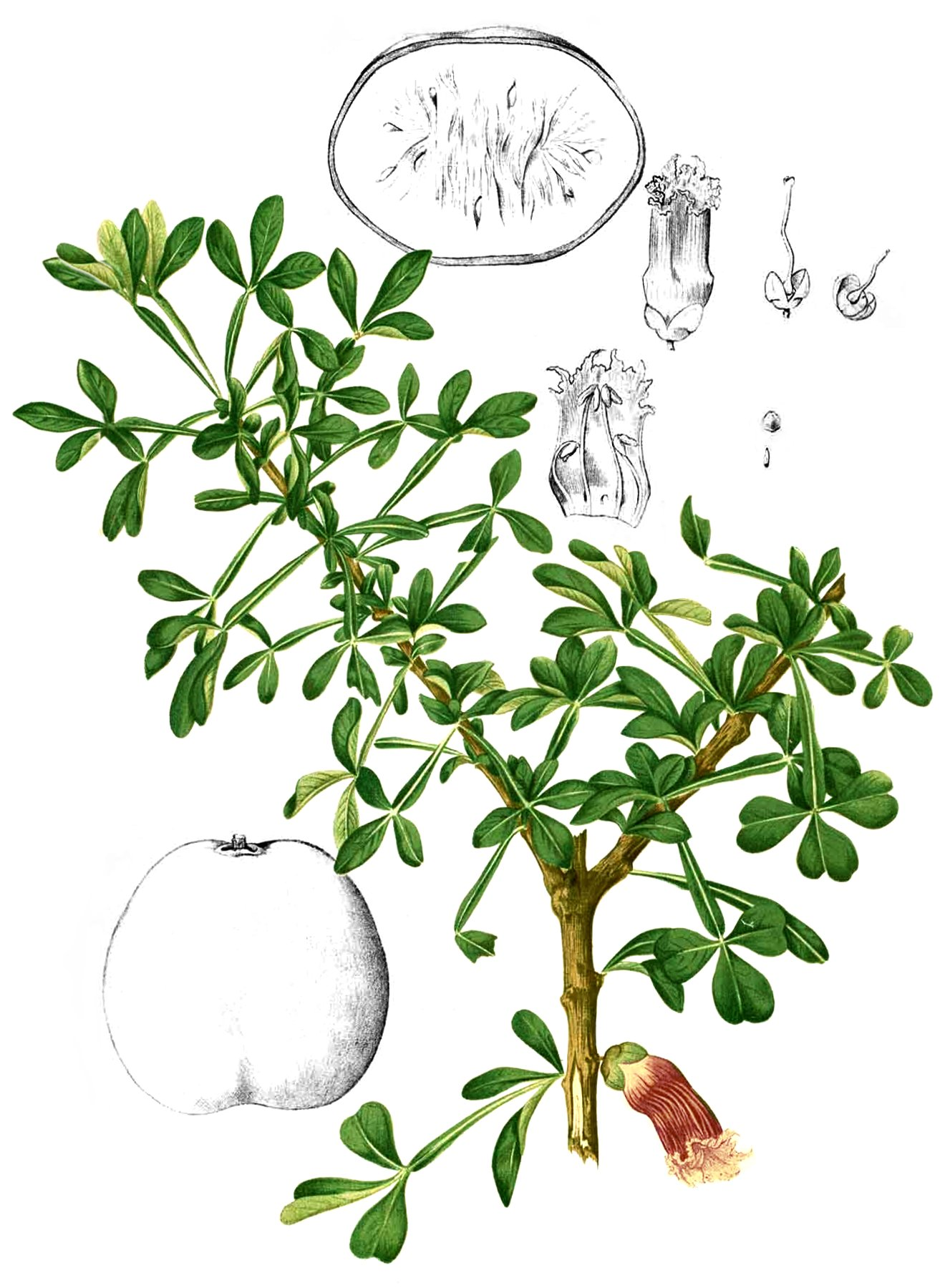
Dibujo

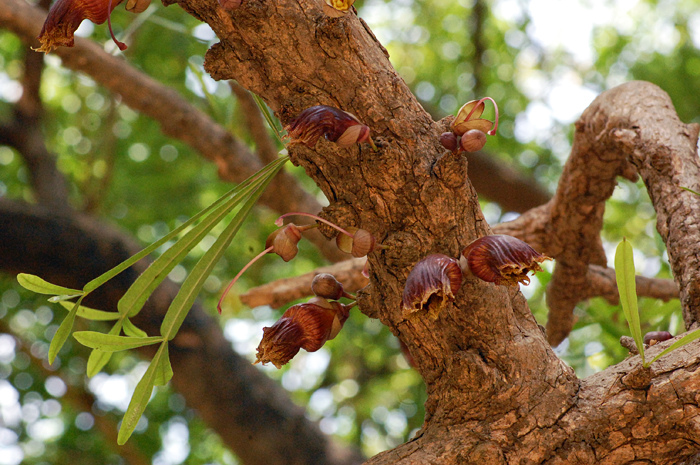
Vista del árbol

## Descripción
Es un árbol silvestre que mide entre 8 y 14 m  de altura y hasta metro y medio de diámetro en el tronco. Posee una corteza color café claro que crece en climas semitropicales y tropicales de México por lo que florece todo el año. Las hojas son ovales y salen de a tres de un mismo fascículo en el centro con medidas de 4 a 6.5 cm de largo.Las flores son de color amarillento y violáceo; en ocasiones con franjas de color rosado y morado. Produce sus flores en el tronco del árbol y los frutos son parecidos a calabazas con corteza dura de los cuales se elaboran vasijas y también se utilizan como remedio en infusión alcohólica. 
El fruto es mediano, de forma semiesférica y consistencia semileñosa, de 7 a 10 cm de diámetro y semillas pequeñas con sabor semidulce. El fruto se usa como medicina herbolaria para afecciones respiratorias como asma y tos.
Comúnmente conocido como Cuastecomate, los frutos redondos de color amarillo son una delicia comestible para el ganado, especialmente de vacas. Es recomendable el uso de éste árbol para la reforestación de campos para el ganado, conserva la humedad, propicia el agua, no requiere de riego y además es fuente de alimento.

## Distribución geográfica
Es nativo de América Central y el sur de México y hacia el sur hasta Costa Rica. En América Central es conocido popularmente como morro. En Nicaragua se le llama jícaro. En Panamá se conoce como totuma o calabazo. En el caso de Jalisco en México es conocido como cuestecomates.
Está distribuido en la mayor parte de las zonas semihumedas de México y se encuentra en los estados de Chihuahua, San Luis Potosí, Sinaloa, Puebla, Morelos, Michoacán, Colima, Guerrero, Oaxaca, Jalisco,  Sonora y Chiapas.

## Historia
Se trata de un pequeño árbol que crece hasta los 8 m de altura. Tiene unos frutos de 7-10 cm de diámetro, como una bala de cañón, que son difíciles de romper. Se cree que estas características del fruto ha evolucionado como un mecanismo de defensa contra la depredación de sus semillas. Sin embargo, parece ser una contra estrategia productiva, ya que las semillas en los frutos no germinan a menos que estos se rompan y queden abiertos, con la excepción de los caballos y los seres humanos, los animales no pueden romper los frutos.
Si bien se ha observado que los caballos domésticos aplastan la fruta con sus pezuñas y comen la pulpa y las semillas (lo que sugiere que pueden servir como vectores de distribución de semillas), los caballos estuvieron presentes muy recientemente (en tiempo evolutivo) , lo que implica que C. alata ha evolucionado sus frutos de paredes gruesas, impenetrables, mucho antes de la introducción de los caballos en su área de distribución. Así pues, la pregunta sigue siendo: ¿cómo C. alata pudo evolucionar un mecanismo de defensa (impenetrables frutas), que impide totalmente la germinación de sus semillas?.
Daniel Janzen sugirió que el Gomphotheres (extinto elefante) puede haber sido responsable de la dispersión de sus semillas.  Con su extinción, C. alata estuvo amenazado con la posibilidad de la pérdida de hábitat y sufrió una limitada capacidad para extenderse, pero la introducción de un nuevo vector, en la forma de los caballos domésticos, ha permitido a las especies mantener su viabilidad. No es sorprendente que la mayoría de las veces se encuentran en espacios abiertos, como los pastos y campos. También es cultivada por sus frutos como la calabaza, que puede ser vaciada y que se secan y se utilizan como recipientes para alimentos y bebidas.
El fruto tiene un papel en el Popol Vuh (libro de los mitos de la civilización maya). Después de la primera generación de héroes gemelos, Hun-Hunahpú y Vucub-Hunahpú, que son muertos en el juego de pelota por los demonios de Xibalbá, que cuelgan la cabeza de Hun-Hunahpú en este árbol. Esta es probablemente una justificación mítica de la semejanza de la fruta a los cráneos y el olor de la carroña de árbol en flor (científicamente justificada porque es de polinización por las moscas). El cráneo colgado, después escupe en la mano de la princesa Ixquic, engendrando de esta forma la segunda generación de gemelos; Hunahpú e Ixbalanqué, los gemelos héroes Mayas.

## Composición Química
De acuerdo con el libro Las plantas medicinales de México. Tomo I, la composición química de la pulpa del fruto contiene:
- Agua higroscópica: 11.702 ml.
- Sales minerales: 1.213ml.
- Glucosa: 7.383ml.
- Ácido tácnico: 0.117 ml.
- Dextrina: 0.832 ml.

## Usos
Con la pulpa se prepara una especie de jarabe para aliviar afecciones respiratorias y también es utilizado como ungüento tópico para heridas y golpes. Con las semillas se elabora una bebida parecida al chocolate para uso medicinal.
Las semillas son comestibles y de alto contenido de proteínas con un sabor dulce como de regaliz, es utilizada en El Salvador, Honduras y Nicaragua para hacer diferentes tipos de horchata (llamada "Semilla de jícaro" en este último país), en Guatemala se utiliza para hacer una conserva en dulce y como remedio contra la tos.

## Taxonomía
Crescentia alata fue descrita por Carl Sigismund Kunth  y publicado en Nova Genera et Species Plantarum (quarto ed.) 3: 158–159. 1818[1819].
Sinonimia
- Crescentia ternata Sessé & Moc.
- Crescentia trifolia Blanco
- Otophora paradoxa Blume
- Parmentiera alata (Kunth) Miers
- Pteromischus alatus (Kunth) Pichon[7]

## Nombres comunes
- Cirián, cirial, cirio, huaje, cuatecomate (de quauhtecomatl, tecomate, tecomatl), güiro en México.
- Ayal en Sinaloa y Sonora, en México.
- Hoja de Cruz en Filipinas.[8]